# Alexandra Zhekova
Alexandra Viktorova Zhekova –en búlgaro, Александра Викторова Жекова– (Sofía, 5 de octubre de 1987) es una deportista búlgara que compitió en snowboard, especialista en la prueba de campo a través.
Consiguió una medalla de plata en los X Games de Invierno. Participó en cuatro Juegos Olímpicos de Invierno, entre los años 2006 y 2018, ocupando el quinto lugar en Sochi 2014 y el sexto en Pyeongchang 2018.

## Medallero internacional
| \| X Games de Invierno \| X Games de Invierno \| X Games de Invierno \| X Games de Invierno \| \| Año \| Lugar \| Medalla \| Prueba \| \| ------------------- \| ---------------------- \| ------------------- \| ------------------- \| \| 2012 \| Aspen (Estados Unidos) \| Medalla de plata \| Campo a través \| |                        |                  |                |
| X Games de Invierno |                        |                  |                |
| Año | Lugar                  | Medalla          | Prueba         |
| 2012 | Aspen (Estados Unidos) | Medalla de plata | Campo a través |